# Ansó
Ansó település Spanyolországban, Huesca tartományban. Ansó Aísa, Aragüés del Puerto, Valle de Hecho, Fago, Canal de Berdún, Garde, Isaba, Lescun, Accous, Borce és Urdos községekkel határos. Lakosainak száma 413 fő (2024).

## Népesség
A település lakosságának változását az alábbi diagram mutatja:
| Lakosok száma | 533  | 523  | 509  | 497  | 475  | 436  | 412  | 405  | 397  | 413  |
|               | 2001 | 2004 | 2006 | 2009 | 2011 | 2014 | 2016 | 2019 | 2021 | 2024 |